# Tephraciura phantasma
Tephraciura phantasma är en tvåvingeart som först beskrevs av Erich Martin Hering 1935.  Tephraciura phantasma ingår i släktet Tephraciura och familjen borrflugor.
Artens utbredningsområde är Namibia. Inga underarter finns listade i Catalogue of Life.